# 郑菊如
郑菊如（1866年10月10日—1954年1月21日），本名郑炳勋，号菊如，天津人，天津本地乡贤。郑菊茹曾为南开学校的创办捐赠了天津老城城南的15亩土地，并创办天津私立崇化中学。1952年8月被聘任为中央文史研究馆馆员。1954年1月21日，郑菊如因病逝世，享年88岁。

## 生平
1866年10月10日，郑菊如出生于天津城西门里大街的罗底铺胡同。23岁时考取天津县学附生。1898年经岁科考试列一等，补廪膳生。1901年，郑菊如被派往日本在东京弘文学院学习师范专业。1904年，从日本留学归国后，郑菊如从事教育事业，先后历任天津慈惠寺两等小学堂监学、城隍庙半日学堂董事、正定府视学、直隶工艺总局天津教育品陈列馆管理、北京畿辅学堂国文史地教员、天津北洋优级师范学堂监学兼属小学主事。1906年，在获知严修打算易地扩校消息后，郑菊如以南开水闸旁空地十余亩捐助，校长张伯苓用这块地与大广公司作了调换，然后在所得的另一块地上建起了南开学校的新校舍。
中华民国成立后，郑菊如先后历任北洋政府农工商部商品陈列馆庋设课课长、京师蚕业讲习所管理兼国文教员、天津劝学所海河区劝学、北京国立高等师范学校庶务长兼管各专修科教务、河北省立第一中学国文教员、天津私立耀华中学教务主任兼国文教员:88、天津市立第一贫民救济院主任、河北省教育厅秘书兼第四科主任科员、天津国学研究社诗经讲师、天津崇化学会经学讲师、天津市第二图书馆馆长。
抗日战争结束后，郑菊如受聘北洋大学国文教授。1946年，创办天津私立崇化中学。
1949年后，郑菊如任天津特一中学、众成中学教员，被推举为崇化中学董事会董事长。

## 著作
2011年，南开大学出版社将郑菊如的诗存集结成册并出版《郑菊如先生诗存》。